# 中古二輪自動車流通協会
一般社団法人中古二輪自動車流通協会（ちゅうこにりんじどうしゃりゅうつうきょうかい、英: Used Motorcycle Distribution Association）は、中古オートバイの販売や流通を行う企業や店舗で構成される一般社団法人。

## 概要
中古二輪自動車の公平公正な流通の促進と中古二輪自動車に係る企業や人々の幸福を追求し、消費者保護、啓発活動を通じ業界の発展、社会貢献を目的とする。

## 沿革
- 2013年 - 設立。

## 会員
- 株式会社アークコア
- 株式会社カスタムジャパン
- 株式会社グランド
- 株式会社ジェイ・ピートレーディング
- 株式会社ジャッジメント
- 株式会社ジャパンバイクオークション
- 株式会社バイク王&カンパニー
- 株式会社バイクワン
- 株式会社ミッドウェイ